# 충남 아산 FC U-18
충남 아산 FC U-18은 충남 아산 FC의 18세 이하 유스팀이다.

## 같이 보기
- 충남 아산 FC
- 충남 아산 FC U-15
- 충남 스마트아산 FC U-12